# Grégoire
La Grégoire era una Casa automobilistica francese attiva dal 1903 al 1924.

## Storia

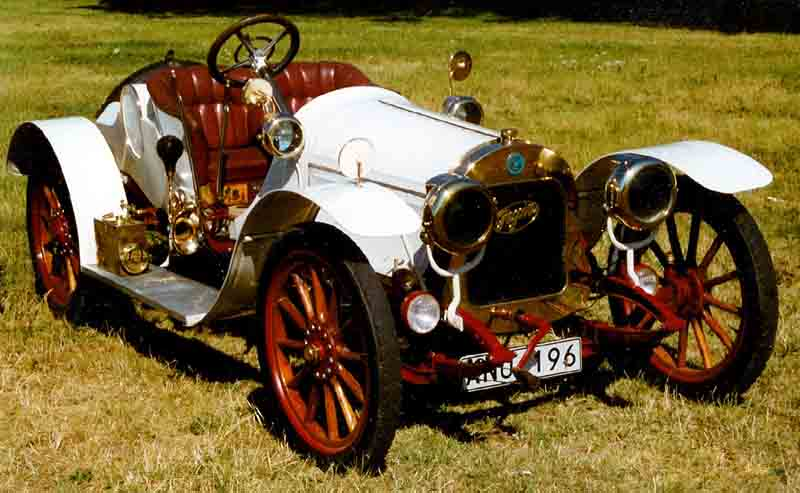
Una Grègoire del 1908

La storia del marchio Grégoire è strettamente legata alla città di Poissy, dove il 25 agosto 1902 il giovane ingegnere Pierre Joseph Grégoire fondò una società assieme a Louis Soncin, un appassionato di motori che tre anni prima riuscì a battere un record di velocità con una piccola vettura da lui costruita. La società fu fondata con il nome di Soncin-Grégoire et Cie, ma solo due mesi dopo, l'8 ottobre, Soncin abbandonò la società lasciando tutto nelle mani di Grégoire, il quale mutò la ragione sociale in Grègoire et Cie, con stabilimento a Poissy e sede legale a Parigi.
Nel 1903 cominciò la produzione automobilistica con tre voiturettes presentate ad un Salone automobilistico nel novembre di quell'anno. Le tre vetture montavano un monocilindrico, un bicilindrico ed un quadricilindrico: la prima era con carrozzeria a due posti, mentre le altre due erano a quattro posti.
Nel 1905, la giovane Casa automobilistica produsse un nuovo modello su un autotelaio assai robusto e dotato di un bicilindrico relativamente affidabile che consolidò la sua reputazione. Il fatto di essersi dedicata esclusivamente a vetture di bassa cilindrata diede alla Grégoire la fama di un buon costruttore di vetture popolari.
La prima vettura di vero successo arrivò nel 1906: si trattò della Type 70, prodotta fino al 1912.
Nel 1907 la produzione dei motori, fino a quel momento orientata su configurazioni biblocco, cambiò rotta per dedicarsi unicamente alla produzione di motori monoblocco. L'anno seguente la sede legale venne trasferita a Levallois e l'anno successivo fu nuovamente spostata, questa volta a Neuilly sur Seine. Lo stabilimento rimase invece a Poissy.
La fama della marca continuò a crescere e intorno al 1910 fu fondato addirittura un giornale ad essa dedicato, chiamato "Grégoire Journal", o "Le Grègoirien".
In quegli anni la Casa di Poissy cominciò ad intraprendere anche l'attività sportiva, che si rivelò intensa, anche se non ha mai riportato successi di gran rilievo.

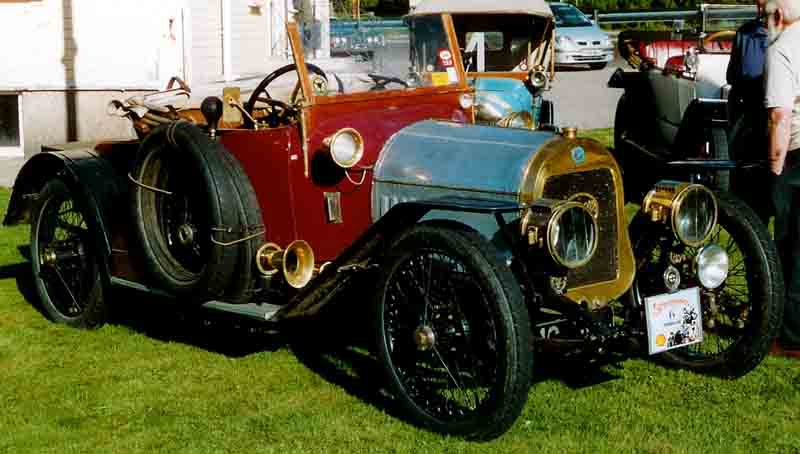
Una Grégoire del 1911

Nel 1911 venne lanciata la 13/18 CV, una vettura di fascia superiore, con cui la Casa francese intendeva avventurarsi anche al di fuori del settore delle auto popolari. In quell'anno furono avviate dai tecnici della Casa le prime ricerche sull'aerodinamicità e nacquero prototipi e modelli di serie con carrozzerie dotate di alcune delle prime soluzioni aerodinamiche nella storia dell'automobilismo.
Nel 1912 e nel 1913 vi furono le principali vittorie sportive tra le poche racimolate dalla Casa di Poissy. Un rally in Polonia vide una Grègoire conquistare la vittoria davanti ad una Hispano-Suiza ed inoltre è da segnalare la conquista della Coupe de la Sarthe al circuito di Le Mans.
Nel 1914, con lo scoppio della prima guerra mondiale, la produzione venne convertita al militare.
La fine della guerra lasciò profonde ferite alla Casa francese, che si trovò a dover fronteggiare una situazione economica precaria. Si tentò di fronteggiare ciò con alcune uscite agonistiche, tra cui la partecipazione alla 500 Miglia di Indianapolis del 1920, che però non fruttò niente di buono alla Grégoire. L'unica attività che essa riusciva a svolgere fu quella di fornitrice di autotelai. Nel 1924, la Casa cessò definitivamente la produzione e chiuse i battenti.

## Principali modelli Grégoire

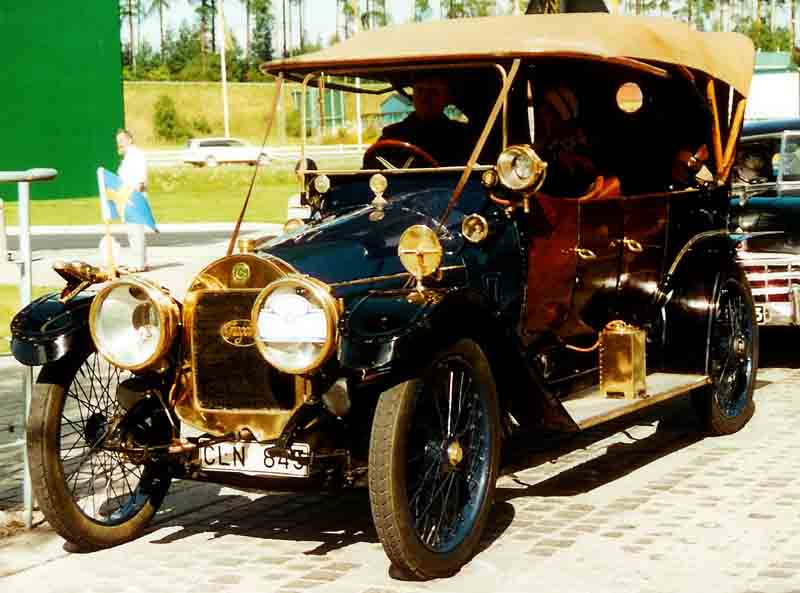
Una Grégoire del 1910

- Type 70 (1906-12): prima vettura di reale successo prodotta dalla Casa di Poissy. Era una torpedo a due posti che montava un bicilindrico da 1.1 litri (80x110 mm di alesaggio e corsa) in grado di erogare 8 CV di potenza massima.
- 6/8 CV (1910): era una piccola vetturetta con carrozzeria single-phaeton che montava lo stesso motore della Type 70.
- 13/18 CV (1911-12): prima vettura Grégoire di fascia alta, anch'essa di buon successo commerciale. Montava un 4 cilindri in linea da 2212 cm³ in grado di erogare 17.5 CV a 1500 giri/min. Il cambio era a 3 marce.
- 14/24 CV (1913-14): erede della 13/18 CV, fu accolta da altrettanti consensi. Dapprima montava motore e cambio del modello precedente, per poi passare ad un 3.2 litri e ad un cambio a 4 marce. La vettura convinceva per la sua maneggevolezza e le sue prestazioni brillanti.